# Вазопись Древней Греции
Древнегреческая вазопись — декоративная роспись керамических сосудов, выполненная специальными красками с последующим обжигом. Охватывает период с догреческой минойской культуры и вплоть до эпохи эллинизма: с 2500-х годов до н. э. и включая последнее столетие, предшествовавшее появлению христианства.
Образцы древнегреческой керамики являются наиболее распространёнными находками в археологических исследованиях античности, обнаружить их в значительном количестве можно во всём ареале расселения древних греков. Помимо греческой метрополии, которая в значительной степени совпадала с территорией современной Греции, в этот ареал входят: западное побережье Малой Азии, острова Эгейского моря, остров Крит, частично остров Кипр и заселённые греками районы южной Италии. Как предмет торговли древнегреческая керамика, а вместе с ней древнегреческая вазопись, попала в Этрурию, на Ближний Восток, в Египет и Северную Африку. Расписную греческую керамику
находят даже в кельтских захоронениях
Первые предметы греческой вазописи были найдены в новое время в этрусских захоронениях. Поэтому их изначально относили к этрусскому или италийскому искусству. Впервые о греческом происхождении находок заявил Йоганн Йоахим Винкельманн, однако окончательно их греческое происхождение было установлено только на основании первых археологических находок в конце XIX в. в Греции. С XIX в. древнегреческая вазопись является важным направлением исследований классической археологии.
Древние греки расписывали любые виды глиняной посуды, использовавшейся для хранения, приёма пищи, в обрядах и праздниках. Произведения керамики, оформленные особо тщательно, приносили в дар храмам или вкладывали в захоронения. Прошедшие сильный обжиг, стойкие к воздействиям окружающей среды керамические сосуды и их фрагменты сохранились десятками тысяч, поэтому древнегреческая вазопись незаменима при установлении возраста археологических находок.
Благодаря надписям на вазах, сохранились имена многих гончаров и вазописцев, начиная с архаического периода. В случае, если ваза не подписана, чтобы различать авторов и их произведения, стили росписи, у искусствоведов принято давать вазописцам «служебные» имена. Они отражают либо тематику росписи и её характерные черты, либо указывают на место обнаружения или хранения соответствующих археологических объектов.

## Периодизация древнегреческой вазописи
В зависимости от времени создания, исторической культуры и стиля, древнегреческая вазопись подразделяется на несколько периодов. Классификация соответствует исторической периодизации и различается по стилям. Стили и периоды не совпадают.
Периодизация начинается с крито-минойской вазописи, одновременно с которой существовала кикладская керамика (по стилям идентична критской) и элладская керамика (ранний стиль — минийская керамика, которую со временем сменяют стили, идентичные критским). Вскоре после прихода в Грецию греков и завоевания ими Крита возникает микенский стиль керамики.
В узком смысле слова древнегреческая вазопись, появившаяся после падения микенских империй и исчезновения их культуры, начинается приблизительно с 1050-х годов до н. э. периодом геометрики. По окончании ориентализирующего периода в VII веке до н. э. и с началом архаического периода появилась чернофигурная вазопись и последовавшая за ней ещё в архаическом периоде краснофигурная вазопись. Оба стиля главенствуют в вазописи классической Древней Греции в V и IV веках до н. э.
Далее появляются стили, использующие дополнительные цвета, как, например, вазопись по белому фону, а начиная со второй четверти IV в. до н. э. появляются вазы-гнафии, в росписи которых доминирует белый цвет. Начиная со второй половины III в. до н. э. производство украшенной росписью керамики постепенно угасает, керамические сосуды уменьшаются в размерах, их роспись упрощается или выполняется с меньшей тщательностью. Вазопись на керамике сменяется рельефными украшениями.

### Эгейская вазопись до Древней Греции

#### Минойская керамика
Украшенная росписью глиняная посуда появляется в крито-минойском культурном ареале начиная с 2500 г. до н. э. (имеется сходство с керамикой Бутмирской культуры). Простые геометрические узоры на первых вазах к XX веку до н. э. сменяются цветочными и спиральными мотивами, которые наносятся белой краской на чёрный матовый фон и так называемым стилем Камарес. Дворцовый период в минойской культуре (1650 год до н. э.) внёс серьёзные изменения и в стиль росписи керамики, которая в новом морском стиле украшается изображениями разнообразных обитателей моря: наутилусов и осьминогов, кораллов и дельфинов, выполняемых на светлом фоне тёмной краской. Начиная с 1450-х годов до н. э. изображения подвергаются всё большей стилизации и становятся несколько грубее.

#### Минийская керамика
На территории материковой Греции в среднеэлладский период получила распространение так называемая минийская керамика — из тонкой глины, изящная, но без росписи. К концу среднеэлладского периода её начинает вытеснять минойская керамика. К. Блеген связывал минийскую керамику с приходом греков; в 1970-е гг. Дж. Каски установил, что она имеет местное происхождение и характеризует последний этап догреческой культуры в материковой Греции.

#### Микенская керамика
Около 1600 г. до н. э. с началом позднеэлладского периода вырастает первая высокоразвитая континентальная микенская культура, оставившая след и в вазописи. Ранние образцы отличаются тёмным тоном, преимущественно коричневыми или матово-чёрными рисунками на светлом фоне. Начиная со среднемикенского периода (около 1400 г. до н. э.) становятся популярными животные и растительные мотивы. Позднее, непосредственно после 1200 г. до н. э. в дополнение к ним появляются изображения людей и кораблей.

### Древнегреческая вазопись

#### Протогеометрический и геометрический стили
С закатом микенской культуры после дорийского вторжения все достижения прежней вазописи утрачены. В течение примерно столетия существует субмикенская керамика, для которой характерно полное отсутствие орнамента (в редких случаях она украшена несколькими незамысловатыми линиями). Около 1050 г. до н. э. в греческом искусстве распространяются геометрические мотивы. На ранних этапах (протогеометрический стиль) до 900 г. до н. э. керамическая посуда расписывалась обычно крупными строго геометрическими узорами. Типичными украшениями ваз являлись также проведённые с помощью циркуля круги и полукруги. Чередование геометрических орнаментов рисунков устанавливалось различными регистрами узоров, отделённых друг от друга огибающими сосуд горизонтальными линиями. В период расцвета геометрики, начиная с 900 г. до н. э., происходит усложнение геометрических рисунков. Появляются сложные в исполнении чередующиеся одинарные и двойные меандры. К ним добавляются стилизованные изображения людей, животных и предметов. Колесницы и воины во фризообразных процессиях занимают центральные части ваз и кувшинов. В изображениях всё чаще преобладают чёрные, реже красные цвета на светлых оттенках фона. К концу VIII в. до н. э. такой стиль росписи в греческой керамике исчезает.

#### Ориентализирующий период
Начиная с 725 г. до н. э. в изготовлении керамики лидирующее положение занимает Коринф. Начальный период, которому соответствует ориентализирующий, или иначе протокоринфский стиль, характеризуется в вазописи увеличением фигурных фризов и мифологических изображений. Положение, очерёдность, тематика и сами изображения оказались под влиянием восточных образцов, для которых были прежде всего характерны изображения грифонов, сфинксов и львов. Техника исполнения аналогична чернофигурной вазописи. Следовательно, в это время уже применялся необходимый для этого трёхкратный обжиг.

#### Чернофигурная вазопись
Со второй половины VII в. до начала V в. до н. э. чернофигурная вазопись развивается в самостоятельный стиль украшения керамики. Всё чаще на изображениях стали появляться человеческие фигуры. Композиционные схемы также подверглись изменениям. Наиболее популярными мотивами изображений на вазах становятся пиршества, сражения, мифологические сцены, повествующие о жизни Геракла и о Троянской войне. Как и в ориентализирующий период, силуэты фигур прорисовываются с помощью шликера или глянцевой глины на подсушенной необожжённой глине. Мелкие детали прочерчивались штихелем. Горлышко и дно сосудов украшались узором, в том числе орнаментами, в основу которых положены вьющиеся растения и пальмовые листья (т. н. пальметты). В изображениях всё чаще преобладают чёрные, реже красные цвета. Белый цвет впервые стали использовать в Коринфе и прежде всего для того, чтобы отобразить белизну кожи у женских фигур.
Другие центры производства керамики, как, например, Афины, заимствовали технику коринфского вазописного стиля. К 570 г. до н. э. Афины даже превзошли Коринф по качеству своих ваз и размаху производства. Эти афинские вазы получили в искусствоведении название «аттическая чернофигурная керамика».
Впервые мастера гончарного дела и художники-вазописцы стали с гордостью подписывать свои произведения, благодаря чему их имена сохранились в истории искусства. Самым знаменитым художником этого периода является Эксекий. Кроме него широко известны имена мастеров вазописи Пасиада и Хареса. Начиная с 530 года до н. э. с появлением краснофигурного стиля чернофигурная вазопись теряет свою популярность. Но и в V веке до н. э. победителям спортивных состязаний на так называемых Панафинеях вручались панафинейские амфоры, которые выполнялись в чернофигурной технике. В конце IV века до н. э. даже наступил короткий период ренессанса чернофигурной вазописи в вазописи этрусков.

#### Краснофигурная вазопись
Краснофигурные вазы впервые появились около 530 г. до н. э. Считается, что эту технику впервые применил живописец Андокид. В отличие от уже существовавшего распределения цветов основы и изображения в чернофигурной вазописи, чёрным цветом стали красить не силуэты фигур, а наоборот фон, оставляя фигуры незакрашенными. Отдельными щетинками на неокрашенных фигурах прорисовывались тончайшие детали изображений. Разные составы шликера позволяли получать любые оттенки коричневого. С появлением краснофигурной вазописи противопоставление двух цветов стало обыгрываться на вазах-билингвах, на одной стороне которых фигуры были чёрными, а на другой — красными.
Краснофигурный стиль обогатил вазопись большим количеством мифологических сюжетов, кроме них на краснофигурных вазах встречаются зарисовки из повседневной жизни, женские образы и интерьеры гончарных мастерских. Невиданный прежде для вазописи реализм достигался сложными в исполнении изображениями конных упряжек, архитектурных сооружений, человеческих образов в три четверти и со спины.
Вазописцы стали чаще использовать подписи, хотя по-прежнему на вазах преобладают автографы гончаров. Гончары оставляли подпись в виде своего имени в сочетании с глаголом др.-греч. ἐποίησεν (epóiesen — он сделал), а вазописцы — др.-греч. ἔγραψεν (égrapsen — он нарисовал). Если вазописец сам изготовлял сосуд для росписи, то он ставил оба «штампа». Благодаря подписям удалось атрибутировать многие произведения гончарного искусства конкретным мастерам, одновременно составив представление об их творческом развитии.
Уже в V в. до н. э. в нижней Италии возникли знаменитые мастерские, работавшие с этим стилем вазописи и конкурировавшие с вазописными мастерскими в Аттике. Краснофигурный стиль копировался и в других регионах, где однако не получил особого признания.

#### Вазопись по белому фону
Для росписи ваз в этом стиле в качестве основы использовалась белая краска, на которую наносились чёрные, красные либо многоцветные фигуры. Эта техника вазописи применялась преимущественно в росписи лекифов, арибалов и алабастронов.

### Вазопись эпохиЭллинизма
В ходе завоеваний Александра Македонского и в последующие годы жизнь греков значительно изменилась. Во-первых, произошло смешение множества культур, так как Македонский благодаря своим завоеваниям сумел создать целую империю. Во-вторых, Греция в эту эпоху переживала свой расцвет и небывалое богатство. Всё это предопределило и изменение отношения к искусству, в том числе к такому предмету быта как вазы. Теперь они, подобно многим другим предметам, имевшим бытовое назначение, стали чаще использоваться для декора. Поэтому сюжеты, изображаемые на вазах, существенно упрощались и зачастую стали представлять собой бессюжетные композиции из различных орнаментов и иных элементов. Кроме того, происходила и стандартизация изображений на вазах. Исследователи полагают, что мастера использовали трафареты для нанесения похожих изображений. 
Изменилась и сама форма ваз эпохи эллинизма. Она заметно усложнилась по сравнению с предшествующими периодами, многие вазы стали более вытянутыми и утончёнными. Мастера начали добавлять больше декоративных элементов, что соответствовало назначению сосудов. Гораздо больше для украшения ваз стали использоваться рельефные элементы - разнообразные шипы, кольца и др. Встречались даже украшения в виде барельефов различных фигур. Кроме того, широкое распространение получили различного рода чашки и кубки.  
Изменялись и некоторые материалы для росписи. Так, в эпоху Эллинизма постепенно перестал использоваться чёрный лак - ему на смену пришёл красно-коричневый, а также коричневый, который при застывании становился золотистым. Исследователи отмечают, что качество чёрного лака постепенно падало на протяжении III в. до н.э., а уже во II в. до н.э. даже густой аттический лак становился коричневатым и менее гладким, приобретал графитовый оттенок. Одними из популярных ваз были вазы-гнафии, чернолаковые сосуды, расписанные различными декоративными элементами. В I в. до н.э. популярность приобрёл красный лак, который мог быть как достаточно, так и менее гладким.   

#### Вазы-гнафии
Вазы-гнафии, названные по месту первого их обнаружения в Гнафии (Апулия), появились в 370—360 гг. до н. э. Эти вазы родом из нижней Италии получили широкое распространение в греческих метрополиях и за их пределами. В росписи гнафий по чёрному лаковому фону использовались белый, жёлтый, оранжевый, красный, коричневый, зелёный и другие цвета. На вазах встречаются символы счастья, культовые изображения и растительные мотивы. С конца IV в. до н. э. роспись в стиле гнафии стала исполняться исключительно белой краской. Производство гнафий продолжалось до середины III в. до н. э.

#### Вазы группы Гадра
Вазы, относящиеся к данной группе, впервые были найдены на территории некрополя на окраинах Александрии. Они отличались наличием общих особенностей и представляли собой характерный пример чернофигурной вазописи эпохи Эллинизма. Сам материал для изготовления этих ваз представлял по преимуществу весьма тонкую лёгкую глину светлого серо-жёлтого оттенка. Роспись часто нанесена на белый фон, при этом качество самого чёрного лака значительно ниже — он напоминает больше коричневый.
В росписи гидрий этой группы присутствуют орнаментальные композиции различной сложности, встречаются даже самые простые геометрические узоры. Сама роспись обычно расположена в верхней части сосуда, нижняя же остаётся пустой. Широко применяются архаичные приёмы расположения росписи внутри нескольких горизонтальных фризов, что отсылает к ориентализирующему и даже геометрическому стилям.

#### Расписные кувшины
Чернофигурная техника применялась в росписи не только ваз, но и особых кувшинов — лагиносов, найденных на территории Малой Азии. Большинство изделий относится к III — II вв. до н.э. Они также отличались простотой росписи, основными мотивами которой служили либо незамысловатые узоры, нанесённые мазками, либо различные декоративные элементы растительной тематики, помещённые внутрь горизонтального фриза.

#### Вазы из Канозы
Около 300 г. до н. э. в апулийской Канозе возник регионально ограниченный центр гончарного производства, где керамические изделия расписывались водорастворимыми, не требующими обжига красками по белому фону. Эти произведения вазописи получили название «канозских ваз» и использовались в погребальных обрядах, а также вкладывались в захоронения. Помимо своеобразного стиля вазописи, для канозской керамики характерны крупные лепные изображения фигур, устанавливаемые на вазы. Канозские вазы изготовлялись в течение III и II вв. до н. э.

#### Вазы из Чентурипе
Как и в случае с каносскими вазами, чентурипские вазы получили лишь местное распространение в Сицилии. Керамические сосуды составлялись воедино из нескольких частей и не использовались по своему прямому предназначению, а лишь вкладывались в захоронения. Для росписи чентурипских ваз использовались пастельные тона по нежно-розовому фону, вазы украшались крупными скульптурными изображениями людей в одеждах разных цветов и великолепными аппликативными рельефами. На чентурипских вазах изображались сцены жертвоприношения, прощания и погребальных обрядов.

#### Каленские вазы
Вазы, найденные в регионе Кампании, регионе Италии, представляют собой иллюстрацию одной из основных тенденций в гончарном деле эпохи Эллинизма — на них вместо росписи преобладают рельефные композиции. Эта техника начала зарождаться ещё в эпоху поздней классики, и в эллинистический период ряд мастеров полностью отказались от росписи. Пик производства ваз этой группы приходится на вторую половину III — начало II вв. до н.э. Помимо ваз в этом регионе производились медальоны, тарелки и блюдца. Основной тематикой изображений была греческая мифология и религия — изображались головы богов, герои. Реже, но всё же встречаются рельефы, отсылающие к историческим событиям эллинистического времени. На вазах часто встречались вертикальные и горизонтальные рёбра, что было характерным рельефным решением для Эллинизма в целом.

#### Мегарские чаши
Данные изделия, изготавливавшиеся в Мегаре, стали ярким примером изменения отношения к расписной керамике и гончарным изделиям в целом в эллинистическую эпоху. Во-первых, на них над росписью также преобладал рельеф. Во-вторых, рельефные узоры на них были стандартизированы, так как они стали продуктом массового производства, и мастера декорировали их в рамках имевшегося у них ассортимента готовых форм. Кроме того, ухудшилось качество облицовки. В связи с тем, что их производили в большом количестве, в печь для обжига приходилось загружать больше изделий, что затрудняло равномерный доступ кислорода. В результате лишь верхняя часть сосуда чернела, а оставшаяся становилась красно-коричневой. Как на изделиях эллинистической эпохи, на мегарских чашах нередко присутствовали узоры, напоминавшие рельеф македонского щита. 

## Центры вазописи
Наиболее значимыми центрами гончарного искусства — и соответственно вазописи — в Греции считаются Афины и Коринф в Аттике. Получили известность также вазы из Беотии и Лаконии.

### Нижняя Италия
Благодаря греческим колониям в нижней Италии их гончарное искусство и вазопись распространились и в этом регионе. Начиная с VIII в. до н. э. греческая керамика имитировалась итальянскими мастерами, возможно, благодаря осевшим в Италии греческим мастерам. Начиная с IV в. до н. э. в Италии получает развитие собственный стиль, отличный от греческих образцов. Вазопись нижней Италии отличается своими размерами и богатством декора, в котором в дополнение к традиционным цветам использовались белая и красная краска.
Вазы расписывались преимущественно на мотивы из жизни греческих богов и героев, однако присутствуют и бытовые сцены. На многочисленных сохранившихся вазах, к примеру, изображены свадебные пиршества или сцены из жизни атлетов. Часто на вазах встречаются и эротические сцены. Особой формой нижне-итальянского стиля вазописи считаются «наисковые вазы», получившие своё название соответственно по изображённым на них наискам и предназначавшиеся для погребальных ритуалов.

### Северное Причерноморье
Долгое время на территорию Северного Причерноморья из Аттики осуществлялся активный ввоз расписной керамики, реже — из Коринфа. Местное производство при этом было развито слабо, а работавшие местные мастера в основном старались подражать общегреческим тенденциям в росписи. Своеобразие причерноморская вазопись приобрела позже, уже в эпоху Эллинизма, начиная с III века до н.э. Рост же местного производства начался ещё в предыдущем столетии. Примечательно, что подъём причерноморской, в первую очередь боспорской, вазописи пришёлся на время её упадка в остальной Элладе.
Характерным артефактом причерноморской вазописи стали пелики, расписанные в т.н. акварельном стиле. Они отличались богатым ассортиментом используемых цветов, которые часто наносились на полностью белую облицовку. При этом, на причерноморских мастеров продолжали влиять общегреческие тенденции: в эпоху Эллинизма они обращались в основном к мифологической тематике, однако сюжеты носили декоративный характер. Это ясно подтверждается и тем, что как на причерноморских, так и на вазах эллинистических сосудах всей Греции встречается украшение в виде горизонтального фриза, внутри которого располагается несколько подряд сюжетов и эпизодов, никак не перекликающихся друг с другом.
Изменение в отношении к традиционной греческой культуре наглядно иллюстрируется и рельефом на кружке, обнаруженной в Ольвии. Рельеф на покрыто м зелёной глазурью изделии изображает сцену суда Париса. При этом, герои представлены подчёркнуто комично: богини изображены по-простому размахивающими руками, Парис представлен картинно задумавшимся, а Гера, приподняв рукой край платья, тем самым оскорбляет Афину.
В довольно большом количестве для данного региона исследователи обнаружили сосуды различной формы, расписанные в беглом стиле. При этом, они часто имели облицовку белого цвета, по которой была кистью нанесена красно-коричневая роспись. В основном это были растительные и геометрические узоры.
Достоверно известно, что в эллинистическую эпоху в Северном Причерноморье было налажено собственное производство рельефной керамики. В 80-х гг. XIX в. на территории Херсонеса Таврического, который в эпоху Эллинизма был греческим городом, археологи обнаружили гончарную мастерскую. Инструменты и формы, найденные в ней, позволили сделать обоснованные предположения о том, какую именно керамику здесь изготавливали. По найденным формам также становится очевидной мифологическая тематика рельефных украшений.

## Технология изготовления и гончарные мастерские
Процесс изготовления керамики в античные времена восстанавливается учёными на основе анализа глины, результатов раскопок античных гончарных мастерских, сравнения их с современными аналогами и результатов искусствоведческих исследований вазовой росписи. Источниками информации служат также сцены из жизни гончаров и вазописцев с коринфских глиняных табличек. Изображения гончарных мастерских сохранились на 16 аттических вазах и на одном беотийском скифосе.

### Материал
Для успеха в гончарном искусстве решающее значение имеет качество добываемой глины. Горная порода должна быть выветренной. Исходный материал часто размачивался на месте добычи и смешивался с другими добавками, придававшими глине желаемый цвет после обжига. Глина в Коринфе имела желтоватый оттенок, в Аттике — красноватый, а в нижней Италии — бурый цвет. Перед обработкой глина подвергалась очистке. Для этого в гончарной мастерской глину размачивали или промывали в большой ёмкости. При этом крупные частицы глинозёма опускались на дно, а оставшиеся органические примеси поднимались к поверхности воды. Глиняная масса помещалась затем во второй бак, где из неё удалялись излишки воды. Далее глину вынимали и долгое время выдерживали во влажном состоянии. Во время такого созревания глина старела и становилась эластичнее. Излишне жирные (мягкие) сорта глины перед обработкой смешивали с песком или размолотым керамическим боем для того, чтобы обезжирить их, сделать глину прочнее. Поскольку на украшенных росписью афинских вазах отсутствуют следы обезжиривания глины, можно сделать вывод, что они были изготовлены из очень хорошо состаренной глины.

### Формы
После того, как глина приобрела необходимую консистенцию, её тщательно вымешивали ногами (Геродот II 36) и разделяли на куски. Глину помещали на гончарный круг и центрировали для того, чтобы при вращении не возникало колебаний. Вращающийся гончарный круг был известен в Греции ещё во втором тысячелетия до н. э., он описан в Илиаде (XVII 599—601). Встречаются также античные изображения, где гончарный круг приводился в движение подмастерьем гончара, сидящим на стуле или на корточках.
После центрирования на гончарном круге создавалось тулово будущего сосуда. Если высота будущего сосуда превышала длину руки мастера, то его собирали из нескольких деталей. Готовые детали срезались с гончарного круга с помощью верёвки, следы которой можно обнаружить на готовых вазах. Ножки и ручки сосудов, а также накладные украшения (например, рельефные маски) вылепливались отдельно и прикреплялись к тулову с помощью жидкой глины. Готовые сосуды помещались в сухое и тёмное место для медленной сушки в естественных условиях, чтобы избежать появления трещин. После того, как глина немного затвердевала, сосуд «откручивался» от гончарного круга. Далее гончар срезал излишки глины и формировал на венчике и ножках сосуда типичные для античной керамики острые канты.

### Роспись
Роспись керамики производилась до обжига. Сосуд сначала протирали влажной тряпкой, а затем покрывали разведённым раствором шликера или минеральными красками, которые придавали вазе после обжига красноватый оттенок. Вазописцы расписывали сосуды прямо на гончарном круге либо осторожно держа их на коленях. Об этом свидетельствуют многочисленные изображения на готовых вазах, а также отбракованных после обжига и незаконченных изделиях.
Изображения на вазах в геометрическом, ориентализирующем и чернофигурном стиле скорее всего наносились кистью. В период поздней геометрики в росписи ваз использовалась белая фоновая краска, которая, отколовшись в некоторых местах, приоткрывает детали, которые вазописцы пытались скрыть от посторонних глаз. Насечки на сосудах были характерны для чернофигурной вазописи, и скорее всего эта техника была заимствована у ремесленников-гравёров. Для этих работ вазописцы использовали острый металлический стиль. Ещё в эпоху протогеометрики вазописцам был известен циркуль, которым они наносили на вазы концентрические круги и полукруги. Начиная со среднего протокоринфского периода обнаруживаются наброски, которые вазописцы наносили на расписываемую керамику острой деревянной палочкой или металлическим инструментом. Эти насечки во время обжига исчезали. Вазопись в краснофигурном стиле часто предваряли эскизы. Их можно обнаружить на некоторых сосудах, где они проглядывают через конечное изображение. Примером может служить амфора Клеофрада, на которой изображён сатир с копьём, который по изначальному замыслу должен был быть одет в нагрудные доспехи. На незаконченных краснофигурных изображениях видно, что вазописцы часто обводили свои наброски полосой шириной до 4 мм, которая иногда видна и на готовых изделиях. Для контуров тела использовалась выступающая рельефная линия, которая отчётливо видна на чернофигурных сосудах. Прочие детали прорисовывались насыщенной чёрной краской либо разведённой до коричневого оттенка фоновой краской. В заключение фон сосуда либо лицевая сторона чаши закрашивались большой кистью в чёрный цвет.
На сосуды наносились различные надписи: подписи гончаров и вазописцев, подписи к изображениям и хвалебные надписи-посвящения. Иногда на дне сосудов высекались обозначения цены изделия либо клеймо изготовителя.

### Гончарные мастерские
Античные гончарные мастерские существенно отличались друг от друга размерами и оснащением. Некоторые гончары не имели мастерских и переезжали с места на место, обслуживая нужды небольших поселений. Им требовалась только подходящая глина, инструменты и переносной гончарный круг. Непритязательные керамические изделия часто обжигались на открытом огне.
Самый известный гончарный квартал Коринфа находился к западу от Агоры в некотором отдалении от центра города. По керамическому бою, обнаруженному при раскопках, установлено, что несколько гончарных мастерских функционировало на окраинах города и на форуме Коринфа. Гончары не ограничивались производством ваз и выполняли заказы на изготовление глиняных скульптур и кровельной черепицы. Глина добывалась в непосредственной близости от мастерских на склонах горы Акрокоринф. Выбор места для гончарной мастерской зависел не только от расположения залежей глины, но и от наличия дров для печей и близости рынка для сбыта готовой продукции. Коринфские гончарные мастерские часто располагались вблизи пахотных земель, поэтому предполагается, что гончары владели этой землёй и следовательно занимались также сельским хозяйством.
В Афинах самый известный квартал гончаров находился в районе Керамик, получившем своё название по имени покровителя гончаров. Афинские гончары не добывали глину самостоятельно и зависели от поставщиков. Места залегания глины находились в Кап Колиасе в 15 км от Афин, в районе реки Илисс и в нынешнем пригороде Афин Марусси. Судя по найденному керамическому бою, украшенная росписью керамика более низкого качества производилась за пределами центра города (например, в Академии).

### Устройство мастерской
Гончарная мастерская представляла собой жилой дом с большим двором, обустроенным навесами от дождя и полками для сохнущей керамики и инструментов. Во дворе также хранились инструменты, дрова, глина, гончарные круги, стояли печи и баки для замачивания глины. Во двор также была подведена вода. Гончарные мастерские пользовались печами, источниками воды и цистернами совместно. Не сохранилось сведений о количестве работников гончарной мастерской. Платон упоминает, что гончары обучали своему ремеслу детей, то есть гончарные мастерские были семейными предприятиями.
Об этом факте свидетельствуют подписи на античных сосудах: гончары Тлесон и Эрготел подписывались «Сын Неарха». Неарх же ставил свою подпись и как гончар, и как вазописец. Однако подписи на расписанных вазах встречаются очень редко. Подписано лишь 900 из 70 000 известных ваз. Наиболее известными по именам гончарами являются Никосфен и Эксекий. Иногда встречаются вазы, подписанные дважды, если над ними работало два мастера: гончар и вазописец.